# Drunlo (kráter)

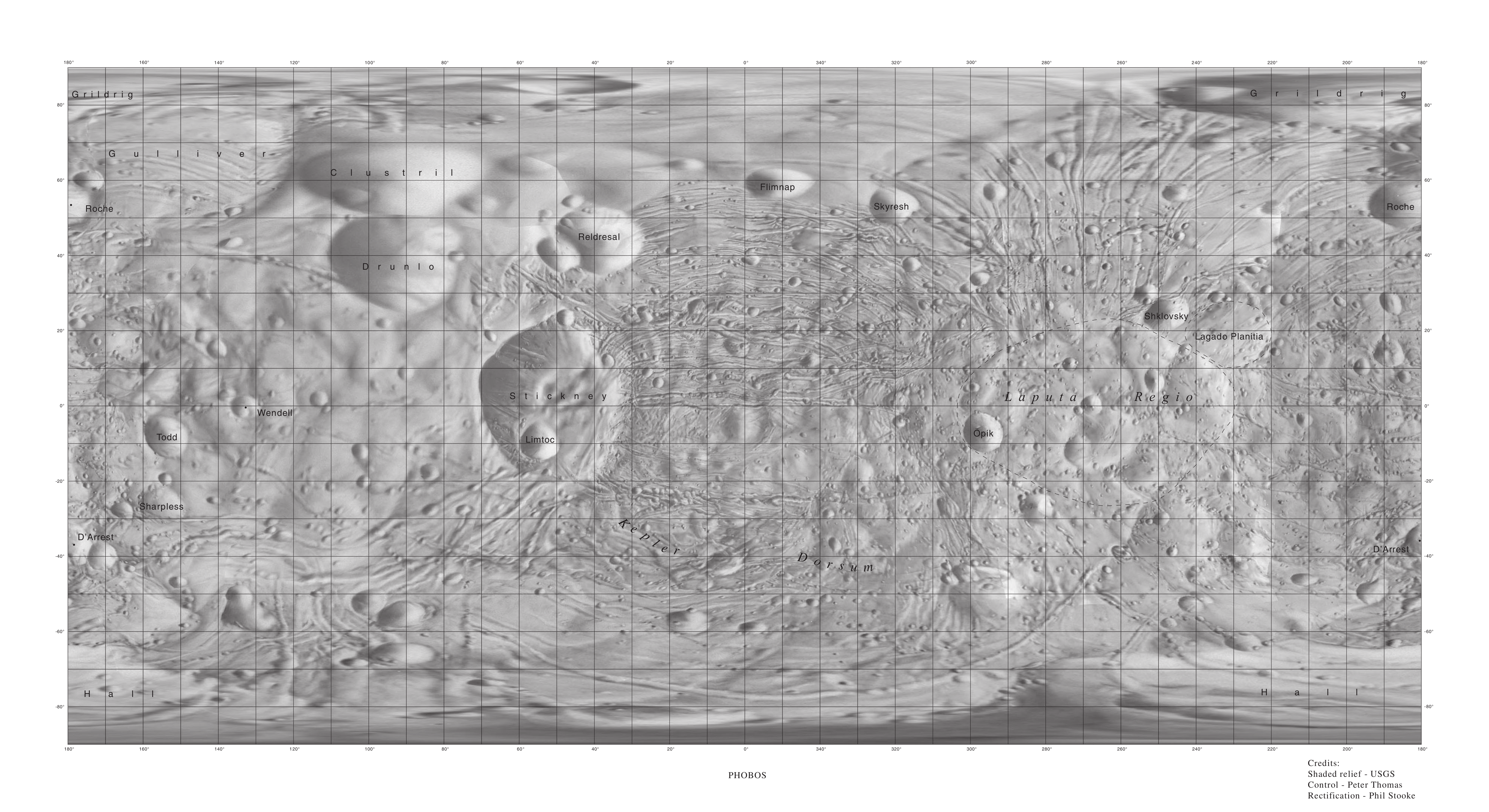
Mapa Phobosu s kráterem Drunlo.

Drunlo je impaktní kráter na Phobosu, měsíci planety Mars. Jeho střední souřadnice činí 36,5° severní šířky a 92° západní délky, má průměr 4,2 kilometru a hloubku 1,1 km. Je pojmenován Mezinárodní astronomickou unií po literární postavě z díla Gulliverovy cesty od Jonathana Swifta, který v něm předvídal existenci měsíců Marsu.
Severně leží v těsné blízkosti kráter Clustril, východně Reldresal, jihovýchodně největší kráter Phobosu Stickney s menším Limtocem uvnitř.